# Karla Cossío
Karla Alexandra Cossío Bernardo (La Habana, Cuba; 22 de junio de 1985), que utiliza el nombre artístico de Karla Cossío es una actriz cubana radicada en México. 
Es conocida por interpretar a Pilar Gandía en la telenovela Rebelde.
En 2015, tuvo a su primera hija.

## Carrera profesional
Karla ha participado también En El Club de Gaby , Mucho Ojo , Vidatv, Hoy, Otro rollo, La guerra de los sexos, Agua Viva y Sábado Gigante. Ha trabajado en muchos anuncios televisivos, aproximadamente 150.
En 1993 actuó en el programa infantil El club de Gaby. 
En 2000 actuó en la telenovela Locura de amor jugando a un personaje con el mismo nombre. 
En 2002 hasta 2003 actuó en la telenovela Clase 406 de Pedro Damián interpretando a Sandra Paola, la hermana de Juan David uno de los protagonistas.
Desde 2004 hasta 2006, antagonizó en la telenovela Rebelde también de Damián como Pilar Gandía hija del director de la escuela, y una alumna lista, chismosa, y vengativa. En 2007 participó en la novela mexicana Lola, érase una vez como la antagonista Paloma Casablanca. También participó en la telenovela Miss XV como mánager de la banda Desmesturatos.
También ha aparecido en la gran pantalla en Cien Años de Cine Mexicano (cortometraje del realizador Carlos Carrera) y en Redención (largometraje del realizador Juan Pablo Cortés).
Ha hecho de modelo y también de cantante, participando en varios videoclips de Maná, el cantante Emmanuel, Ashley McKizar y el famoso grupo RBD en el videoclip Rebelde.
Al año siguiente, realizó una pequeña participación en la telenovela Alma de hierro, como Cynthia.

## Filmografía

### Telenovelas
| Año       | Título              | Personaje                     | Notas                  |
| --------- | ------------------- | ----------------------------- | ---------------------- |
| 2023-2024 | El Maleficio 2023   | Lucía                         | Reparto                |
| 2022      | Rebelde             | Pilar Gandía                  | Reparto                |
| 2018      | Like, la leyenda    | Clara Mondragón de Haro       | Antagonista secundaria |
| 2012      | Miss XV             | Wendy del Rostro              | Antagonista secundaria |
| 2008-2009 | Alma de hierro      | Cynthia                       | Elenco recurrente      |
| 2007-2008 | Lola, érase una vez | Paloma Casablanca             | Antagonista secundaria |
| 2004-2006 | Rebelde             | Pilar Gandía Rosales          | Antagonista principal  |
| 2002-2003 | Clase 406           | Sandra Paola Rodríguez Pineda | Protagonista juvenil   |
| 2000-2001 | Locura de amor      | Karla                         | Elenco secundario      |

### Series
| Año  | Título                       | Personaje          | Episodio/s                                          |
| ---- | ---------------------------- | ------------------ | --------------------------------------------------- |
| 2011 | Como dice el dicho           | Aurora             | Ep: «El que es gallo donde quiera canta»            |
| 2009 | Mujeres asesinas             | Ximena             | Ep9: «Ofelia enamorada»                             |
| 2007 | M13DOS                       | Mariana            | Ep11: «Se solicita ayudante»                        |
| 2006 | Vecinos                      | Tísica             | Ep: «Sesión espiritista»                            |
| 2006 | Mujer, casos de la vida real | Lesbiana           | 1 episodio                                          |
| 2005 | Incógnito                    | Ella misma         | Ep: «Volados VIP» / «Beber la mamila de Changoleón» |
| 2000 | Agua Viva                    | Coquis             |                                                     |
| 1993 | El club de Gaby              | Bailarina invitada |                                                     |

### Teatro
- Cuesta caro (2008): Carolina «Caro».
- Perras (2006).